# Evolutionsrate
|  | Dieser Artikel wurde aufgrund von formalen oder inhaltlichen Mängeln in der Qualitätssicherung Biologie zur Verbesserung eingetragen. Dies geschieht, um die Qualität der Biologie-Artikel auf ein akzeptables Niveau zu bringen. Bitte hilf mit, diesen Artikel zu verbessern! Artikel, die nicht signifikant verbessert werden, können gegebenenfalls gelöscht werden. Lies dazu auch die näheren Informationen in den Mindestanforderungen an Biologie-Artikel. |

Die Evolutionsrate beschreibt die Geschwindigkeit, mit der die Veränderung gewisser genetischer Merkmale innerhalb einer Population voranschreitet.
Um diesen Prozess zu erschließen, sollte man zunächst die Evolution in ihren Grundzügen verstehen. In diesem sehr komplexen und langwierigen Prozess spielen viele unterschiedliche Faktoren mit hinein, doch hervorzuheben sind hier die vier Evolutionsfaktoren Mutation, Rekombination, Selektion und Gen-Drift.

## Berechnung
Um zu berechnen, wie schnell sich eine Population in bestimmten Eigenschaften weiterentwickelt, wird nach einem bestimmten Schema vorgegangen: 
Es wird von dem ältesten Fossilfund einer Spezies ausgegangen und jeder Fund bis zum Neuesten dieser Linie oder der heute noch existierenden Art untersucht. Jeder relevante Unterschied wird festgehalten und gezählt, sodass man die Anzahl relevanter Veränderungen einer Spezies erhält. Dabei können relevante Unterschiede sowohl betrachtbare Merkmale, wie Zähne, als auch genetische Informationen, wie Allelfrequenzen, sein.
Das Alter des ältesten Funds wird im nächsten Schritt von dem Alter des Neuesten subtrahiert und man erhält den Zeitraum, indem die Anzahl der Veränderungen stattgefunden haben muss. Nun wird die Anzahl der relevanten Veränderungen durch den entsprechenden Zeitraum dividiert. Das Ergebnis ist die Evolutionsrate der Spezies. 
{\displaystyle Evolutionsrate={Anzahl \over Alter}}

## Schwierigkeiten
Die Quellen die für Berechnungen sind, wie oben erwähnt, Fossilfunde. Diese als sichere Informationsquelle zu verwenden ist jedoch fraglich, da nur die erhaltenen Merkmale betrachtet werden können und somit nur über diese Auskunft gegeben werden kann. Schlecht erhaltene oder plötzlich verschwundene Merkmale müssen somit nicht unbedingt von einer evolutiven Entwicklung zeugen, sondern können lediglich ein Produkt von Verwitterung sein. Daher ist die praktische Berechnung oft nicht so einfach wie in der Theorie.

## Einflüsse
Viele Faktoren können die Evolutionsrate beeinflussen. Zunächst muss eine Unterscheidung zwischen Arten sowie Pro- und Eukaryoten gemacht werden, da die Evolutionsrate stark abhängig von der Reproduktionsrate einer Spezies ist.
Eukaryoten reproduzieren sich deutlich schneller als Prokaryoten und haben eine höhere Mutationsrate bei kürzerer Generationszeit. Daraus resultiert eine deutlich höhere Evolutionsrate als bei langlebigen Spezies, die eine bedeutend längere Generationszeit mit geringer Reproduktionsrate aufweisen. 
Einen weiteren Einfluss auf die Evolutionsrate hat der Lebensraum einer Art. Ist dieser stabil, resultiert dies in einer eher niedrigen Evolutionsrate, da weniger Anpassungsdruck an die Umwelt herrscht. Umgekehrt sorgt eine dynamische und sich häufig verändernde Umwelt für einen höheren Anpassungsdruck und Arten in diesem Lebensraum haben tendenziell eine eher höhere Entwicklungsrate.
Auch Phänomene wie Massensterben können für einen drastischen Anstieg der Rate sorgen.

## Abschluss
Insgesamt verdeutlicht die Evolutionsrate die Schnelligkeit der Anpassungen von Arten über viele Jahrtausende. Sie ist ein dynamischer Prozess, der von zahlreichen Faktoren beeinflusst wird und dazu beiträgt, die Vielfalt und Komplexität der biologischen Welt zu verstehen.